# Maria de Lourdes Sekeff
Maria de Lourdes Sekeff (, 1935 - , 2 de junho de 2008) foi uma musicista, musicóloga e pedagoga musical brasileira.
Doutora em Música, pela Universidade Federal do Rio de Janeiro, foi professora titular de música da UNESP (Universidade Estadual Paulista). Além de Música, estudou Filosofia na então Universidade do Brasil, com Pós-graduação em Comunicação e Semiótica pela PUC de São Paulo.
Escreveu oito livros sobre teoria musical e orientou inúmeras teses de mestrado e doutorado sobre música. Publicou mais de 50 artigosem periódicos especializados e foi crítica musical do jornal O Estado de S. Paulo, de 1993 a 1999. Era membro da Academia Brasileira de Música.
Criou, em 1984, o Movimento Ritmo e Som, com a proposta de unir a música às outras artes, pelo qual recebeu, em 1986, o prêmio  APCA.

## Livros publicados
- Curso e Dis-curso do Sistema Musical (Tonal). Annablume, 1996.
- Arte e Cultura: Estudos Interdisciplinares (org., com Edson Zampronha), vol. 1 (Annablume/Fapesp, 2001),  vol. 2 (Annablume/Fapesp, 2002) e vol. 3 (Annablume/Fapesp, 2004).
- Da Música: seus usos e recursos. [S.l.: s.n.] ISBN 978-85-7139-768-2. Unesp, 2002.
- Da música como recurso terapêutico. Unesp, 1985